# Tamnocrvena kruščika
Tamnocrvena kruščika (tamnogrimizna krušćika, lat. Epipactis atrorubens), vrsta orhideje iz roda kruščika'. Raste po Europi i zapadnoj i sjeverozapadnoj Aziji, a ima je i po Hrvatskoj. Voli svjetle šume i šumske čistine, a može je se naći i uz putove.
Tamnocrvena kruščika ima uspravnu ili malo povijenu stabljiku koja naraste do 50 centimetara. Podanak je kratak, listovi veliki, do 12cm dugi i najviše 5cm široki. Cvjetovi mirišu na vaniliju, tamnocrvene su boje, dvospolni, njih 10 do 50 je skupljeno na gornjem dijelu stabljike u duguljaste cvatove. Plod je oko 1cm duga eliptična kapsula sa sitnim sjemenkama.  Cvate od lipnja do kolovoza.

## Sinonimi
- Amesia atropurpurea (Raf.) A.Nelson & J.F.Macbr.
- Amesia rubiginosa (Crantz) Mousley
- Epipactis atropurpurea Raf.
- Epipactis atrorubens var. atrata A.Waldner & Webernd.
- Epipactis atrorubens subsp. danubialis (Robatsch & Rydlo) Ciocârlan & R.Rösler
- Epipactis atrorubens var. macedonica Kreutz, Tsiftsis & Antonop.
- Epipactis atrorubens f. sirneensis Neirynck
- Epipactis atrorubens subsp. spiridonovii (Devillers-Tersch. & Devillers) Kreutz
- Epipactis atrorubens subsp. subclausa (Robatsch) Kreutz
- Epipactis atrorubens subsp. triploidea Gelbr. & G.Hamel
- Epipactis atrorubens var. triploidea (Gelbr. & G.Hamel) Kreutz
- Epipactis cruenta Bertero ex Vignolo
- Epipactis danubialis Robatsch & Rydlo
- Epipactis helleborine var. viridans Crantz
- Epipactis macropodia Peterm.
- Epipactis media Fr.
- Epipactis microphylla Sieber ex Nyman
- Epipactis persica subsp. danubialis (Robatsch & Rydlo) Kreutz
- Epipactis spiridonovii Devillers-Tersch. & Devillers
- Epipactis subclausa Robatsch
- Epipactis thessala B.Baumann & H.Baumann
- Helleborine atropurpurea (Raf.) Schinz & Thell.
- Helleborine atrorubens (Hoffm.) Druce
- Helleborine media (Fr.) Druce
- Helleborine rubiginosa (Crantz) Samp.
- Helleborine viridans (Crantz) Samp.
- Limodorum rubiginosum (Crantz) Kuntze
- Serapias atrorubens (Hoffm.) Bernh.
- Serapias latifolia O.F.Müll.
- Serapias latifolia atrorubens Hoffm.
- Serapias sylvestris Murray ex Steud.